# You're the One
„You're the One” este un cântec a cântăreței britanice Charli XCX, lansat ca al cincilea single al său pe data de 14 iunie 2012 exclusiv în Australia de către casa de discuri Warner Music, și al treilea single de pe EP-ul său de debut cu acelaș nume, si de pe albumul său de studio True Romance (2013).